# Gelyelloida
Gelyelloida is de naam van een kleine orde van de eenoogkreeftjes. 

## Verspreiding en leefgebied
De twee bekende soorten uit deze orde zijn zeer kleine, planktonisch levende kreeftachtigen die enkel in karstgebieden van Zuid-Frankrijk en West-Zwitserland voorkomen. 

## Indeling
Er is slechts één familie:
- Familie Gelyellidae